# Azure Window

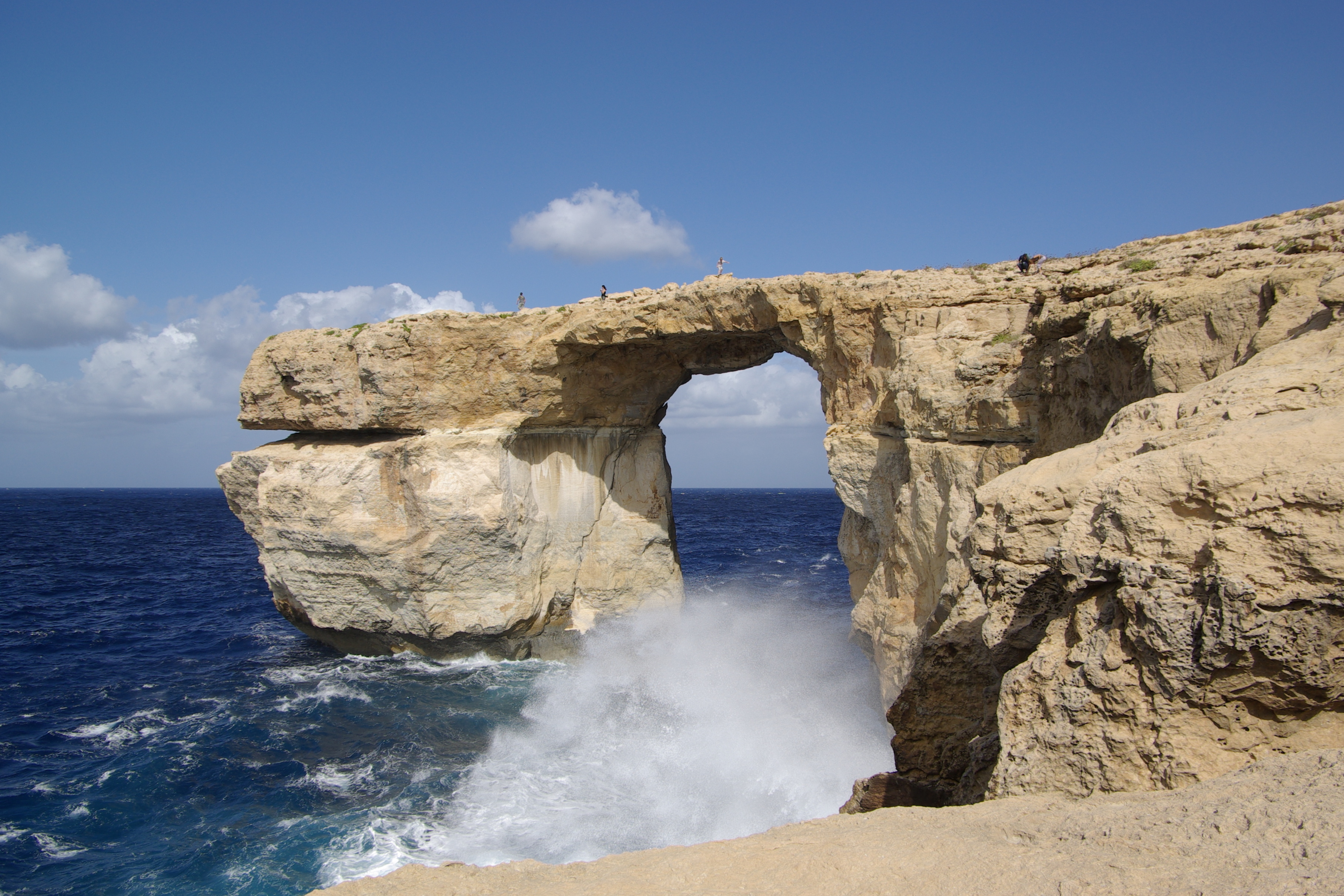
Azure Window, Landseite (2011)

Das Azure Window (maltesisch Tieqa Żerqa, deutsch Blaues Fenster) war ein durch Umwelteinflüsse entstandenes Felsentor im Westen der maltesischen Insel Gozo an der Küste vor der Ortschaft San Lawrenz. Es war etwa 100 Meter lang und 20 Meter hoch. Am 8. März 2017 stürzte das Felsentor während eines Sturms vollständig ein.

## Entstehung

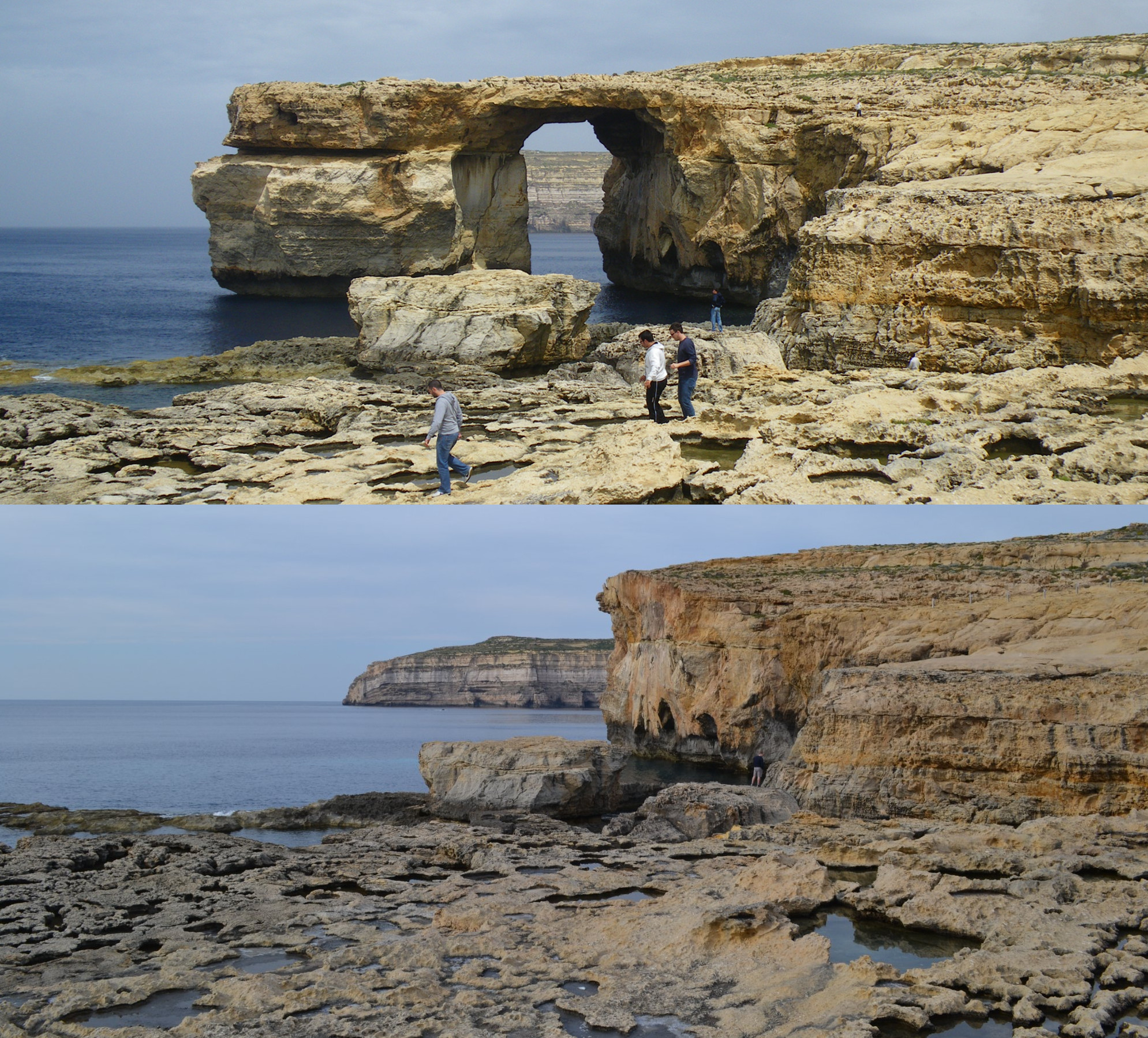
Azure Window vor und nach der Zerstörung 2017

Die Felsformationen entstanden vor mehreren Millionen Jahren. Der Torbogen sowie die umliegende Felsküste bestehen aus Korallen- und Globigerinenkalk. Das Azure Window und das vorgelagerte Blue Hole bildeten sich durch das Einstürzen zweier großer Höhlen. Die gesamte Steilküste der Insel stellt den letzten Teil einer ehemaligen Landbrücke zwischen Europa und Afrika dar, die vor etwa 13.000 Jahren zum Ende der Würmeiszeit unterbrochen wurde. Zu dieser Zeit bestand die Vegetation aus Misch- und Laubwald und entsprach somit der, die im heutigen Mitteleuropa vorherrscht. In unterschiedlichen Erdzeitaltern variierte der Wasserspiegel stark. Dies ist an fossilen Überresten der umliegenden Steilküste und in unmittelbarer Nähe des Azure Window gut zu erkennen. In der Umgebung des Azure Window sind Versteinerungen alter Seegraswiesen zu besichtigen.
Die Felsformation des Azure Window selbst bildete sich nach Ansicht von Geologen jedoch erst im 19. Jahrhundert.

## Erosion und Zerfall

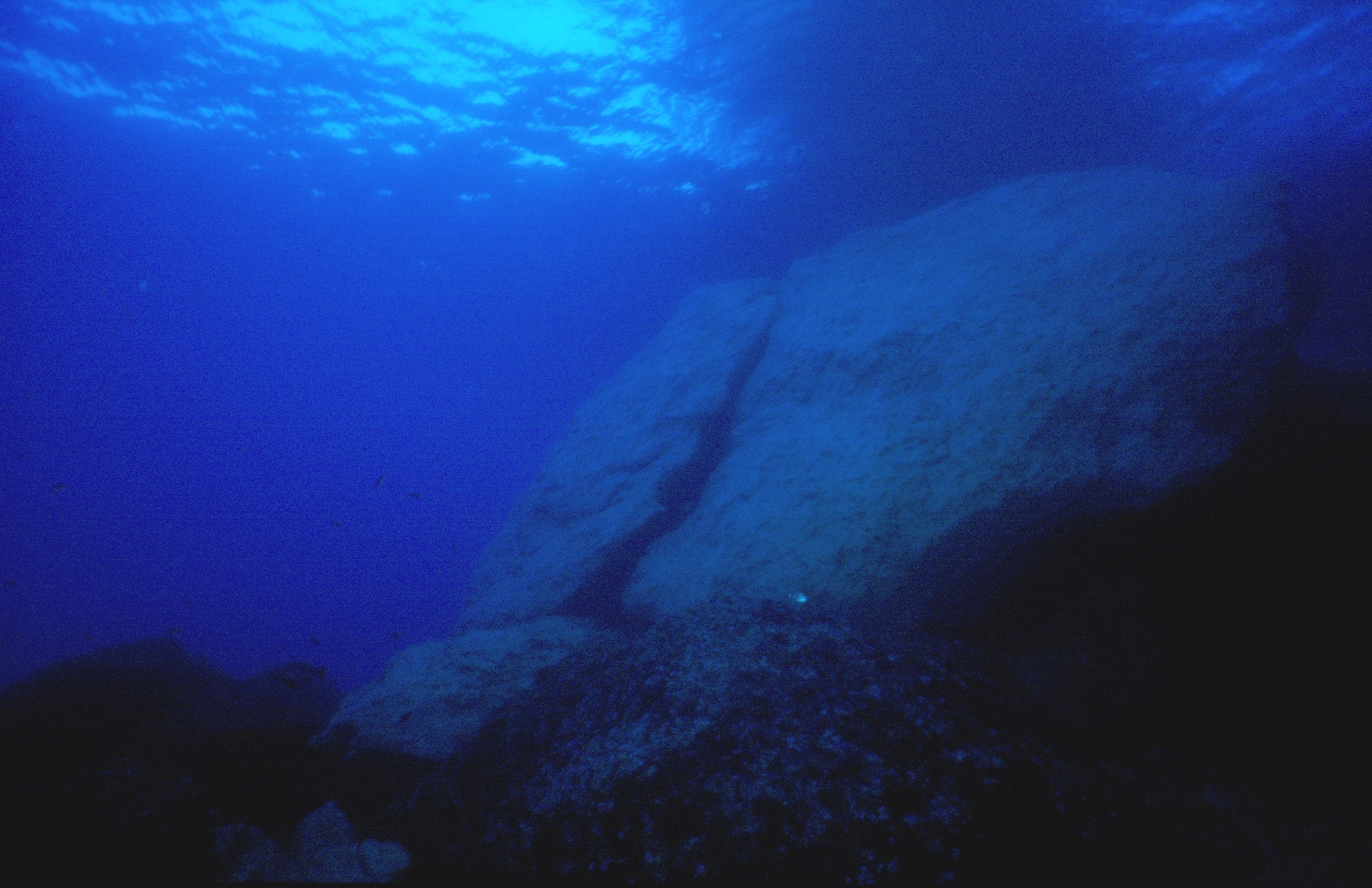
Riesiger Felsabbruch, der nach dem partiellen Einsturz im April 2012 fast bis zur Wasseroberfläche ragt

Das Azure Window war permanent den teilweise sehr starken Umwelteinflüssen wie Wind und heftigen Wellen ausgesetzt. Die Auswirkungen waren fast jährlich durch eine Vergrößerung des Torbogens zu erkennen. Auf älteren Postkarten und Motiven aus den 1960er und 1970er Jahren ist ein Torbogen mit einer stärkeren Decke zu sehen. Die teilweise sehr großen Abbruchstücke zeigen sich besonders unter Wasser. Der über das gesamte Jahr vorherrschende Nordwestwind (Mistral) wirkt sich sehr stark auf die Erosion der Steilküste aus.
Seit dem partiellen Einsturz im April 2012 war das Betreten des Torbogens verboten. Dieses Verbot wurde jedoch so häufig ignoriert, dass das Betreten im Januar 2017 unter Strafe gestellt wurde. Am 8. März 2017 stürzte die Felsformation inklusive des Großteils des seeseitigen Pfeilers während eines Sturms ein. Personen kamen dabei nicht zu Schaden.
In der Schlusssequenz des teilweise auf Gozo gedrehten Kinofilms Wickie und die starken Männer von 2009 wurde der Einsturz des Azure Window vorweggenommen; in der betreffenden Computersimulation blieb allerdings der seeseitige Pfeiler stehen.

## Umwelt

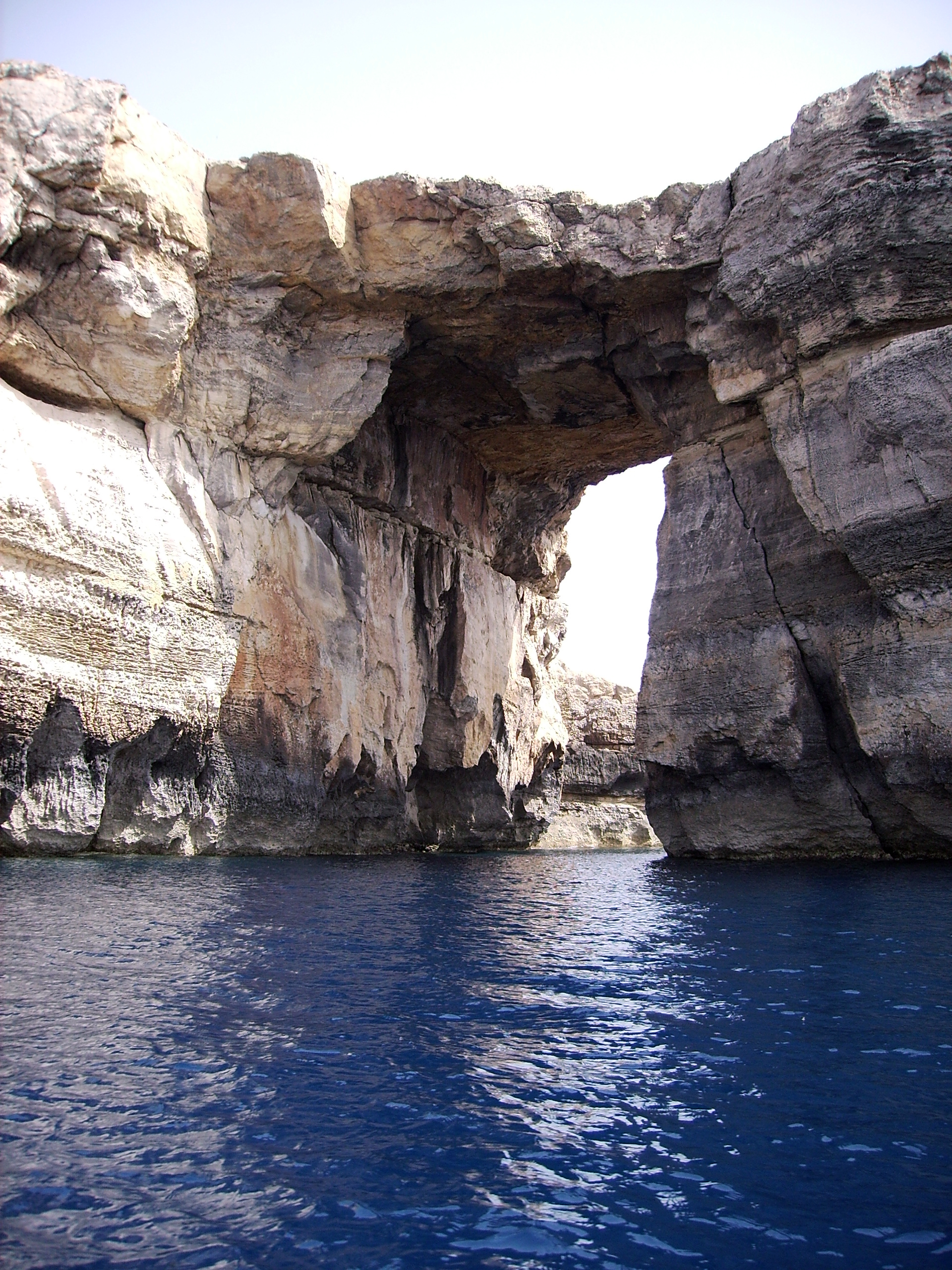
Azure Window, Seeseite

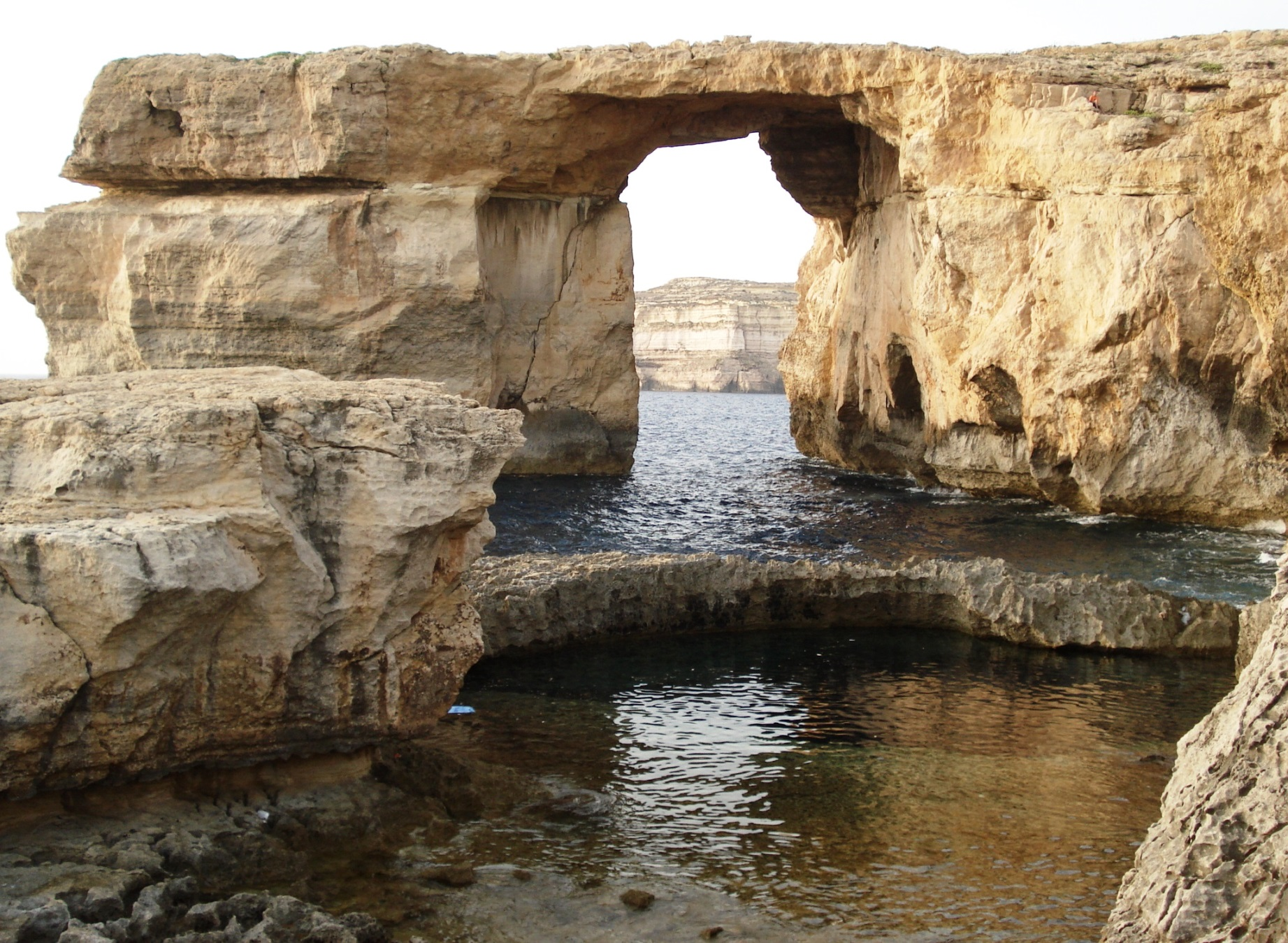
Blick auf das Azure Window (im Vordergrund das Blue Hole)

Das Azure Window sowie das ganze Gebiet Dwejra Point sind als Naturpark deklariert. Dabei erlangte Dwejra Point den Status Special Area of Conservation (SAC) (Besonderes Erhaltungsgebiet (BEG)). Das Projekt wurde hauptsächlich von der EU finanziert. Die Gesamtkosten des Projekts lagen bei 321.000 €, wobei die Europäische Union 211.000 € beisteuerte. Den Rest finanzierten der Nature Trust Malta und der MEPA (Malta Environment and Planning Authority). Die Ziele des Projekts waren Ende 2016 noch nicht gänzlich erreicht.
Nach wie vor wird im Park vereinzelt illegal harpuniert, und die Küstenfischerei ist ebenfalls noch nicht vollständig kontrolliert. Im Jahr 2010 wurde ein Teil der HBO-Serie Game of Thrones in unmittelbarer Nähe des Azure Window gedreht. Hierbei entstanden Schäden an fossilen Seegraswiesen, auf denen ein Filmset mit Sand und Zeltdorf aufgeschüttet wurde. Nachträglich verurteilte ein Gericht den maltesischen Koordinator und Subunternehmer der Filmaufnahmen zur Zahlung von 36.500 €. Die Summe wurde zur Reinigung des Areals und der Behebung der Schäden verwendet. Der starke touristische Andrang wirkt sich ebenfalls negativ auf die Vegetation sowie die fossilen Tier- und Pflanzenfunde aus.

## Marines Leben

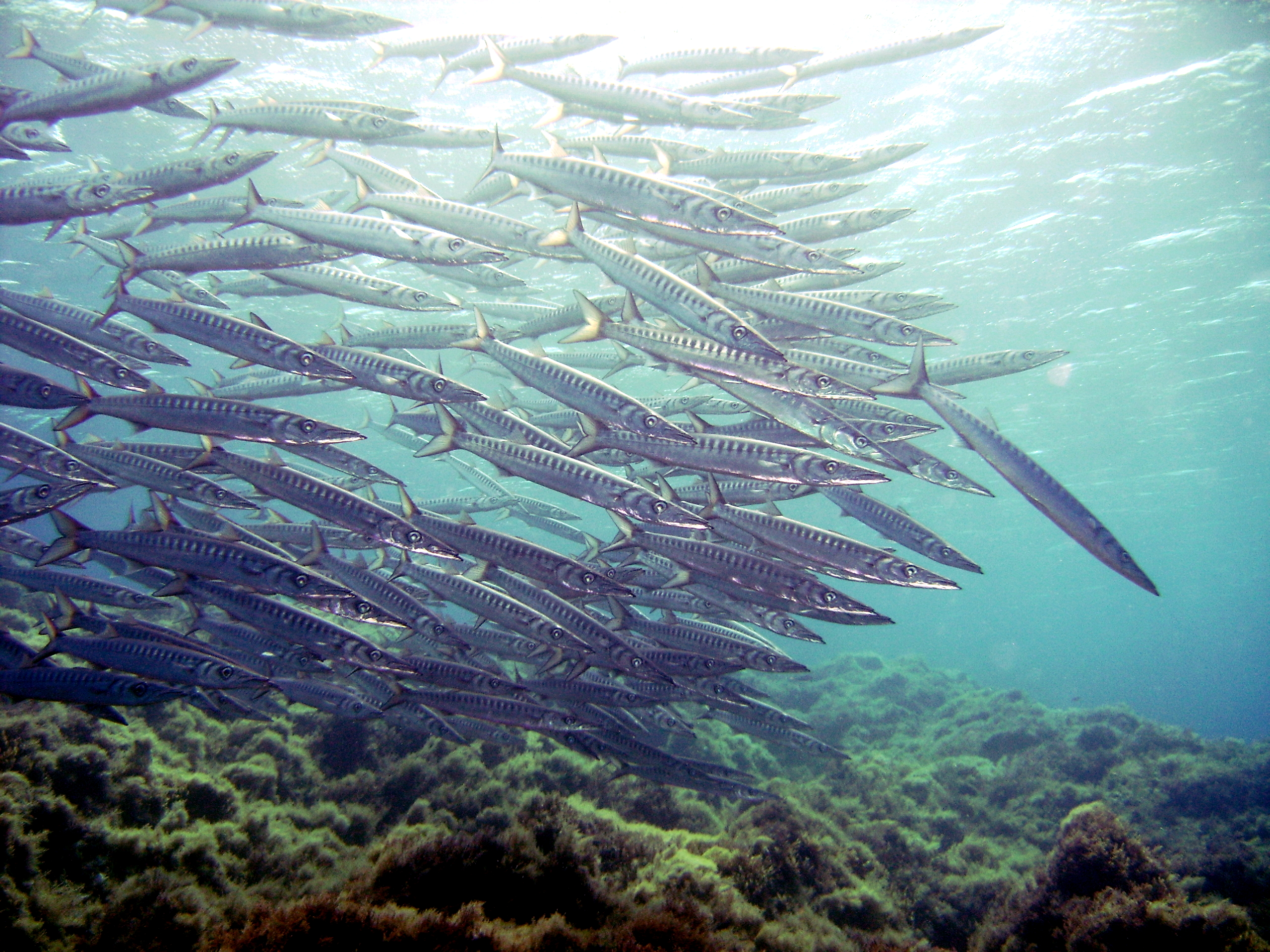
Schwarm Barrakudas

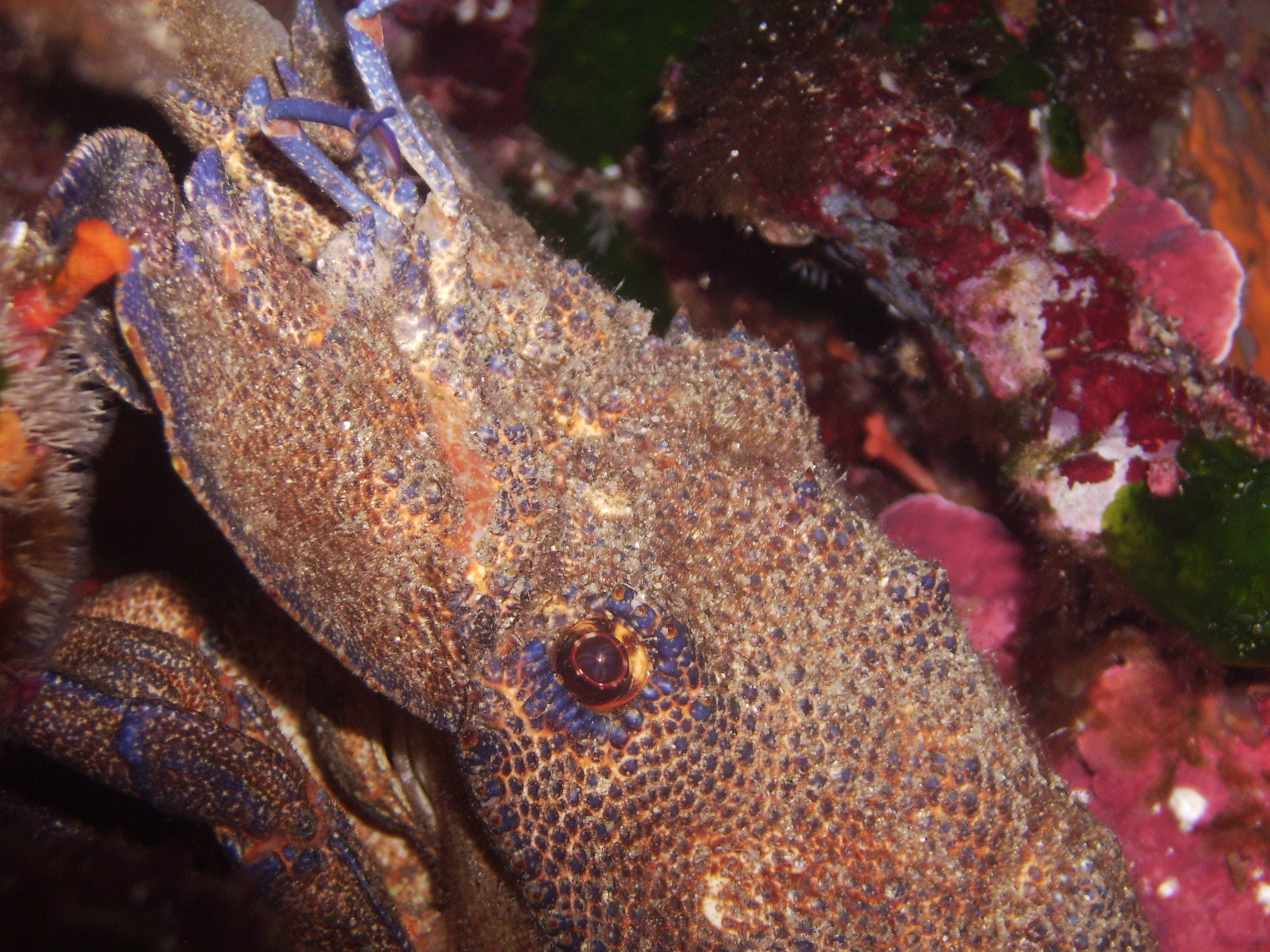
Großer Bärenkrebs

Das Meer fällt auf der Rückseite des Azure Window abrupt auf Tiefen jenseits von 60 Metern ab. Die großen Abbruchstücke des Torbogens und der umliegenden Steilküste bieten Versteckmöglichkeiten für eine Vielzahl von Meerestieren. Durch unzählige Spalten und Felsen bedingt gibt es viele Langusten und Bärenkrebse. Neben den küstenüblichen Tieren und Lebensformen kommen auch pelagische Vertreter vor. Typische Vertreter sind Arten wie Goldstriemen, Meerjunker, Mönchsfische und Kraken.
Der Europäische Papageifisch, der aus dem Atlantik ins zentrale Mittelmeer kam, ist hier häufig zu beobachten. Er ist an den meisten anderen Mittelmeerküsten nicht so stark vertreten wie um den maltesischen Archipel. Der große Zackenbarsch (Serranus gigas) ist in den letzten Jahren nicht mehr so häufig anzutreffen wie noch vor einigen Jahren. Auf der Rückseite des Azure Window sind pelagische Arten wie die große Bernsteinmakrele (Seriola dumerili), Barrakudas und kleine Thunfische anzutreffen. Bei den niederen Tieren sind viele große Kalkröhrenwürmer zu finden, die in der Größe tropische Vertreter der Art durchaus übertreffen. Die Steilwände sind an vielen Stellen mit bunten Krustenanemonen bewachsen. Häufig sind Kalkrotalgen und Schwämme zu finden.

## Vegetation

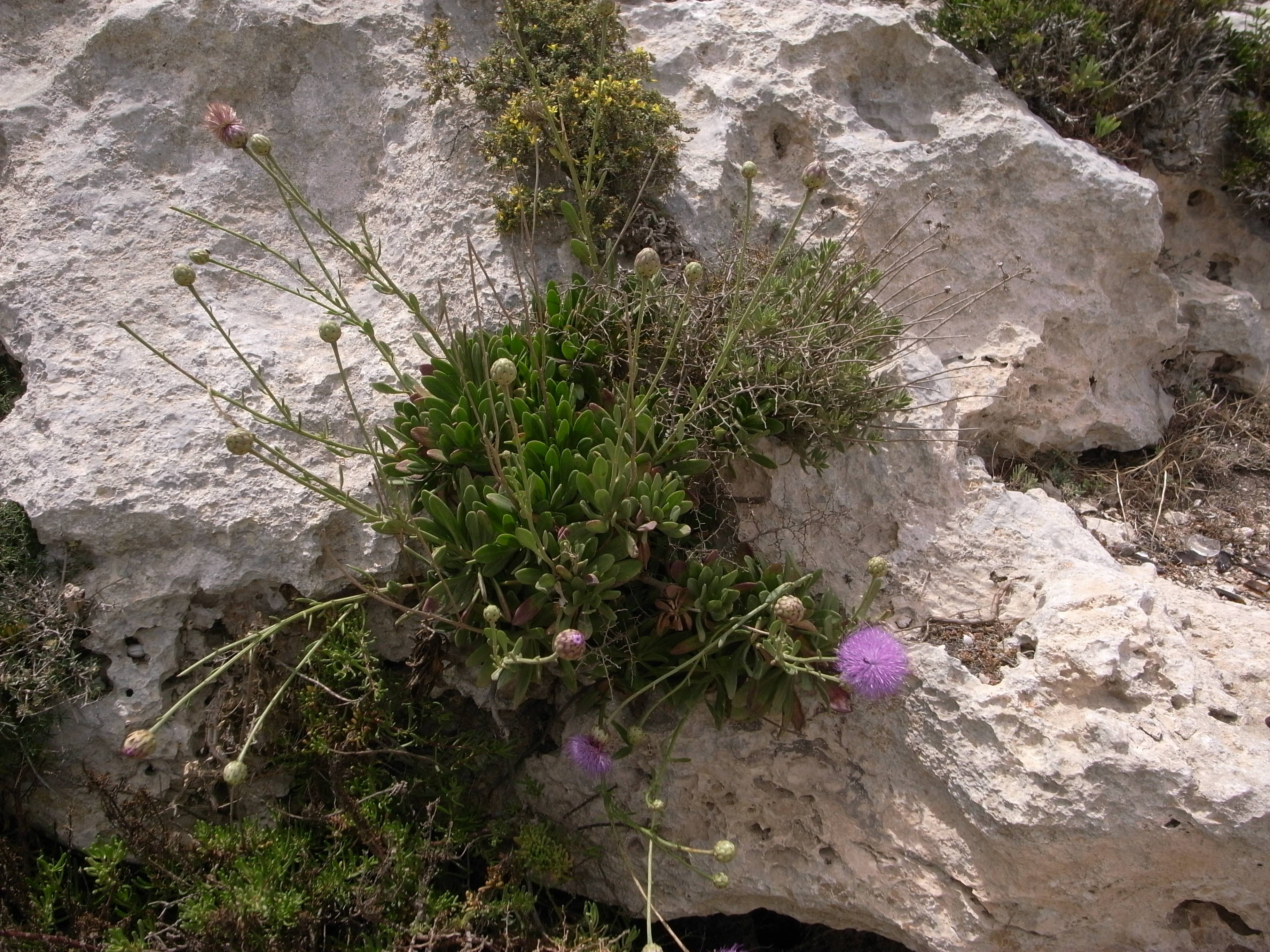
Cheirolophus crassifolius, die stark gefährdete Nationalpflanze Maltas

Durch das Fehlen nährstoffreicher Böden ist die Vegetation um das Azure Window äußerst spärlich, hinzu kommt der Einfluss des Mistrals und die daraus resultierende Gischt. Somit wachsen in unmittelbarer Nähe nur wenige, widerstandsfähige Pflanzen. Auf dem Weg talwärts, von San Lawrenz kommend, stehen große Agaven (Agave americana). Relativ häufig ist die Kapernpflanze (Capparis spinosa) in sonnigen geschützten Felsnischen zu finden, vereinzelt kommt auch die Nizza-Fetthenne (Sedum sediforme) vor, die auch in steinigen, kargen Böden überlebt.
Als Besonderheit gilt die „Nationalpflanze Maltas“, Cheirolophus crassifolius. Diese vom Aussterben bedrohte Pflanze ist ausschließlich auf Malta, Gozo und dem Fungus Rock zu finden.

## Tourismus

Sonnenuntergang am Azure Window

Das Azure Window war bis zum 8. März 2017 die touristische Hauptattraktion Gozos. Vor allem bei Tagestouristen aus Malta erfreute es sich einer großen Beliebtheit. Bedingt durch die große Menge an Besuchern kam es zu einem erhöhten Aufwand bei der Abfallentsorgung und einer Mehrbelastung des Areals.
Die lokalen Fischer organisieren Bootsfahrten von der nahe liegenden Inland Sea durch den Inland Sea Tunnel. Dies stellt eine wichtige Nebenerwerbsquelle für die Fischer dar. In der Nähe bieten einheimische Händler verschiedene Waren und Erfrischungen an.
Durch seine Lage an der Westseite der Insel bot das Azure Window eine beeindruckende Kulisse für Sonnenuntergänge.

## Umgebung

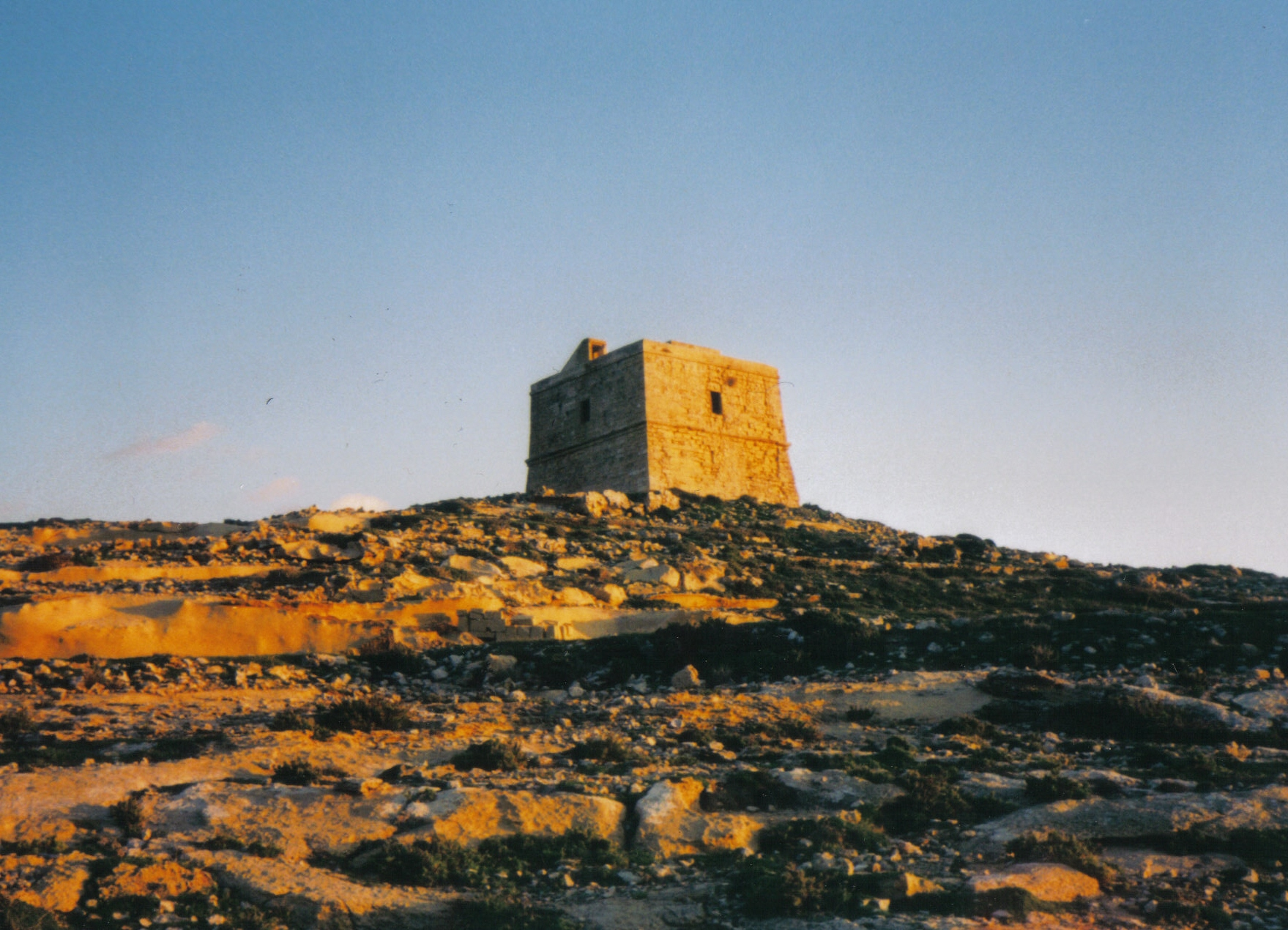
Wachturm in der Nähe des Azure Window; Dwejra Tower

In unmittelbarer Nähe des Azure Window befindet sich der Fungus Rock, ein großer Fels im Meer, auf dem mehrere endemische Pflanzen- und Tierarten leben.
Zwischen dem Azure Window und der Inland Sea steht eine kleine Kirche.
Etwas höher befindet sich ein alter Wachturm des Johanniterordens. Der als Dwejra Tower bezeichnete Turm wurde 1652 während der Herrschaft des Großmeisters Jean de Lascaris-Castellar fertiggestellt. Der Turm sollte einen Küstenabschnitt, der für eine Landung feindlicher Truppen oder von Korsaren geeignet war, überwachen und die Garnison in Victoria alarmieren. Zu diesem Zweck wurde der Turm in Sichtweite anderer Türme errichtet. Die Alarmierung erfolgte tagsüber durch den Abschuss einer kleinen Kanone oder Muskete, nachts durch Entzünden eines Leuchtfeuers. Zur Verteidigung war der Dwejra Tower ebenso wie die anderen Lascaris Towers nur bedingt geeignet, da konstruktionsbedingt keine schweren Waffen aufgestellt werden konnten.